# Diario de Madrid
Diario de Madrid, dont le nom original est Diario noticioso, curioso, erudito y comercial, político y económico et est fondé le 1er février 1758 par Manuel Ruiz de Urive, est le premier quotidien espagnol.
Il est divisé en deux parties, la divulgation et les informations générales et économiques. Proche de son public, il est aussi le premier à avoir offert une publication consacrée à la tauromachie (sous forme de supplément) au monde.
Au plus fort de la censure de la fin du XVIIIe siècle, c'est le seul journal non officiel à être maintenu ; il est par ailleurs devenu ponctuellement l'organe de communication des autorités françaises pendant le soulèvement du Dos de Mayo.

## Histoire

### Contexte
Comme dans les autres pays européens, les débuts de la presse en Espagne sont manuscrits et traitent des informations, de la Reconquista, de la découverte de l'Amérique, des actes religieux et profanes, etc.
Sont également très populaires les almanachs, publiés une fois par an. Existant depuis le Moyen-Âge, ils prennent leur essor aux XVIIe et XVIIIe siècles av. J.-C.. Originellement destinés à traiter de la météorologie, des bourgeois — généralement des imprimeurs ou négociants se faisant passer pour des spécialistes — les transforment en petites encyclopédies — quoique sensationnalistes — qui abordent de nombreux sujets comme les nouvelles, les anecdotes, le compte-rendu du procès de l'année, des conseils, des comptes ou maximes populaires, etc. mais introduisent également la question politique dans la deuxième moitié du XVIIIe siècle, défendant les nouvelles idées libérales face à l'absolutisme royal.
En 1697, la Gaceta de Madrid devient le premier périodique hebdomadaire espagnol : il possède une section internationale et une autre nationale, concernant les événements liés au roi et à la cour. Ce modèle sera copié dans plusieurs villes espagnoles, comme Séville, Saragosse, Valence, etc.
Tout au long du XVIIIe siècle apparaissent différentes publications périodiques, dont certaines à caractère culturel voire encyclopédiques, comme Diario de los Literatos de España (« Journal des personnes cultivées d'Espagne ») ; d'autres sont d'un caractère plus satirique, préfigurant ce qui deviendrait le journalisme critique, dont le meilleur exemple et El Duende Crítico (« Le Lutin Critique »), qui a osé remettre en question la politique menée par le roi et ses conseillers, jusqu'à ce que le rédacteur soit arrêté. 
Après cette ère de tâtonnement journalistique et éditorial, qui voit des journaux périodiques et d'autres non, certains informatifs et d'autres non, vient celle de la « maturation et de la différenciation (1750-1770) » : c'est dans ce contexte qu'apparaît le premier journal quotidien, Diario de Madrid.
Étant donné qu'à cette époque-là, environ 80 % de la population était analphabète, les lecteurs de journaux étaient une minorité cultivée composée de nobles et de clercs, de membres de l'administration royale ou militaire, ou d'autres secteurs de la classe moyenne comme les médecins, avocats, professeurs et commerçants.
Les mauvaises récoltes de 1790-1791 et les événements survenus en France avec la Révolution française et l'exécution de Louis XVI inquiètent les autorités espagnoles et des mesures répressives, de la main de Floridablanca, sont prises pour les maintenir hors des frontières espagnoles. C'est ainsi que les étudiants sont interdits de sortie du territoire, que les académies françaises sont fermées, et que les journaux, diffuseurs des idées subversives de Voltaire et des encyclopédistes, sont tous fermés, sauf les organes officiels et le Diario de Madrid.
La guerre d'indépendance espagnole crée une grande demande informative. Par ailleurs, l'assemblée constituante réunie à Cadix — les Cortes de Cadix — décrète en 1810 la liberté de la presse et l'abolition de la censure préalable. Tout cela provoque la multiplication de publications périodiques de tous styles et tendances : El Consiso et El Robespierre Español (libéraux) ; El Censor General et El Sol de Cádiz (anticonstitutionnaliste) ; et même des afrancesados comme La Gaceta de Sevilla ou El Diario de Barcelona,.

### Histoire du journal

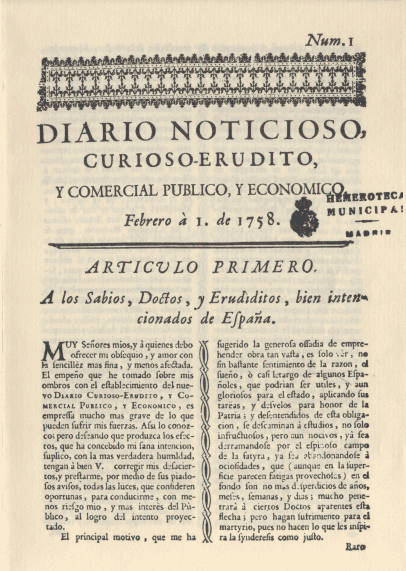
La une du tout premier numéro du Diario noticioso, curioso, erudito y comercial, político y económico du 1 février 1758.

Le 17 janvier 1758, Manuel Ruiz de Urive y Compañía obtient par Décret royal le permis de publier à Madrid Diario noticioso, curioso, erudito y comercial, político y económico, qui devient le premier quotidien à être jamais publié en Espagne. Le premier numéro porte la date du 1er février 1758 et a été rédigé par Francisco Mariano Nipho (es). Celui-ci part en 1759 et laisse la responsabilité de l'édition à son associé Juan Antonio Lozano, qui assure la rédaction jusqu'à sa mort en 1781. Le journal cesse d'être émis jusqu'au retour de Nipho en 1786 avec des objectifs et un contenu différents, et dont la publication est dirigée par le français Thevin.
Il change de nom en 1788 pour devenir Diario de Madrid. De 1795 à 1798 y collabore le critique littéraire Pedro Estala (es) — un protégé de Manuel Godoy — sous le pseudonyme d'« El Censor Mensual » : il publie des critiques des œuvres et articles publiés chaque mois à travers un prisme clairement illustré et néoclassique. En mai 1808, peu après le soulèvement du Dos de Mayo, le gouvernement de Joseph Bonaparte prend le contrôle de la publication jusqu'au 17 juin 1808. Le lendemain, le journal est remplacé par la Gaceta de Madrid.
À la fin du XVIIIe siècle, sont édités divers journaux périodiques dans lesquels commencent à apparaître en Espagne des idées inspirées des Lumières en France, dont El Pensador et El Censor. Mais la grande majorité d'entre eux va disparaître à la suite de la répression des tribunaux de l'Inquisition à cause de la publication de critiques de l'Église ou de la Couronne ; les seuls journaux périodiques à rester publiés sont Gaceta de Madrid et Diario de Madrid,.
Le 8 août 1808, Diario de Madrid est à nouveau publié avec l'explication suivante : « La séance plénière a résolu que soit rétablie l'ancienne pratique de publier deux gazette hebdomadaires les mardis et vendredi, continuant le journal de Madrid à partir d'aujourd'hui lundi 8 du mois courant, avec un retour du privilège de son propriétaire. »
La publication du journal ne sera plus interrompue jusqu'à sa fermeture définitive le 31 décembre 1814, sans annonce particulière. Le Diario de Madrid est considéré comme étant le deuxième journal le plus longève de la presse espagnole, derrière la Gaceta de Madrid.

## Mai 1808
Le 4 mai 1808, le Diario de Madrid publie un Ordre du jour à propos du soulèvement du peuple de Madrid dans ces termes : « Soldats : la populace de Madrid égarée s'est portée à la révolte et à l'assassinats. » Il y est demandé de fusiller ceux qui ont été arrêtés l'arme à la main ou qui en possède sans permis spécial, ceux qui se réunissent à plus de huit personnes et les auteurs et diffuseurs de pamphlets provoquant la sédition,.
Le 6 mai 1808, Joachim Murat s'adresse aux Espagnols pour leur donner sa version des faits concernant l'enlèvement de la famille royale qui a provoqué le début des émeutes. Il y explique que celle-ci a été emmenée sans qu'elle y ait été forcée à Bayonne pour se réunir avec Joseph Napoléon pour décider du sort de l'Espagne, suivant l'appel de Charles IV. Il occulte ainsi le véritable but de ce voyage furtif, qui avait pour but l'abdication, trois jours plus tard, de la couronne de Ferdinand VII à Joseph Napoléon,.
Mis à part les faits directement liés aux événements révolutionnaires, sont publiés dans le Diario de Madrid tous les édits et proclamations décidés par le gouvernement, ainsi que les différentes protestations
Bien que la spontanéité de l'action populaire a joué un rôle essentiel, plusieurs témoignages assurent que le ministre de Guerre avait déjà planifié un plan d'action pour expulser les Français qui menaçaient la souveraineté espagnole. Augustin-Daniel Belliard évoque dans Diario de Madrid cette conspiration ainsi : « Con repetidos informes me avisaban de los esfuerzos de los mal intencionados, pero todavía ponía todo mi conato en persuadirme a que nadie turbaría el público sosiego,. » (« On m'a tenu informé dans plusieurs rapports des efforts des mal-intentionnés, mais je faisais tout mon possible pour me persuader que personne n'oserait troubler la quiétude publique. »)
Dans le supplément du samedi 7 mai 1808, est publié l'Ordre du jour de la veille de Murat destiné aux soldats français. Les faits du jour y sont relatés, ainsi que la satisfaction de voir le comportement des soldats français, qui ont su repousser les attaques. Il demande de renouveler les relations d'amitié avec le peuple espagnol,.
Bien que ces publications aient été faites par requête des Français, ce n'est que le 10 mai 1808 que le journal est officiellement publié sous l'inspection du français Esmènard.

## Diario de Madrid, pionnier de la presse taurine
Le 20 juin 1793, Diario de Madrid inaugure la première publication consacrée à la tauromachie au monde. Il s'agit en fait d'un supplément offert avec la publication normale du journal, dans lequel on informe de manière monographique à propos de la quatrième « corrida de Feria » célébrée le 17 juin de la même année, à l'arène de la Puerta de Alcalá, qui avait une vocation caritative à faveur des Hôpitaux royaux,.
Tout le travail journalistique était signé d'un simple « Un Curioso » (« Un Curieux »), qui n'a jamais pu être formellement identifié ; toujours est-il que ce faisant, l'auteur de ces articles instaura sans le savoir la tradition de signer les articles taurins avec des pseudonymes. 
Cette publication a reçu un franc succès de la part des Madrilènes. À partir de ce jour-là, le Diario de Madrid continue d'inclure de manière suivie un supplément informatif sur l'actualité taurine de la capitale. L'idée sera copiée par les autres journaux de la ville, et débouchera sur les premiers pas de ce qui sera appelé plus tard la « presse spécialisée ». La première publication entièrement consacrée à la tauromachie paraît en 1819 sous le nom de Estado que manifiesta las particularidades ocurridas en esta corrida, et sortait le lendemain de tout événement taurin ayant eu lieu à Madrid.

## Édition

### Diffusion
Francisco Mariano Nipho (es), un polygraphe très actif et illustré, très porté sur le néoclassicisme et d'une grande curiosité encyclopédique est le rédacteur de la première heure de Diario noticioso, curioso, erudito y comercial, político y económico. Il est considéré comme le premier journaliste professionnel de la littérature espagnole et a publié une centaine d'œuvres, vingt d'entre elles étant de caractère journalistique. Il quitte assez rapidement le journal qui est rebaptisé Diario de Madrid en 1788, et sera responsable des journaux les plus importants de l'Espagne du XVIIIe siècle.
Chaque numéro possédait très peu de pages : Le Diario noticioso, curioso, erudito y comercial, político y económico en avait 4, organisées en 2 colonnes, tandis que Diario de Madrid en avait environ 5 pages, plus supplément, de 180 mm de haut.
Tous les numéros étaient imprimés à « La Imprenta del Diario, calle de las Infantas, cerca de los Capuchinos y de la Paciencia », à Madrid, et coûtait 2 cuartos (es) (« Quartos » en espagnol de l'époque).

### Ligne éditoriale
La première publication quotidienne d'Espagne était composée, en plus d'une notice martyrologique et d'un tableau d'observations météorologiques de la veille (mesures thermométriques et barométriques) initiaux, de deux sections : une de divulgation sur des thèmes très variés et avec des articles d'opinion, souvent des traductions d'articles français ; et une autre d'information économique où sont annoncées les ventes, locations, offres, demandes, spectacles, etc. La partie économique deviendra un genre important dans la presse espagnole, puisque les idées des Lumières défendaient des réformes dans ce domaine. Le Diario noticioso manifestait un esprit moraliste, éthique et régénérateur : Nipho y consacrait une importance spéciale à l'actualité et y introduisit certaines nouveautés, comme la publication gratuite d'annonces ou de notes de lecteur (ce qui deviendrait plus tard la publicité).
À partir de 1788, désormais appelé Diario de Madrid, le journal acquiert une nouvelle dimension journalistique, plus orientée vers les informations. Cela démarque cette nouvelle version de l'esprit de son fondateur, plus moderne et choisissant un langage plus modéré, bien qu'abordant toujours les thèmes moraux, l'éloge de la vie dans les champs, la satire de la vie citadine et bourgeoise, avec un esprit moraliste et éthique. Le « Prólogo » énonce les objectifs du nouveau journal : « Réveiller l'application et le goût pour l'étude de toutes les classes de citoyens » ; pour cela, il crée des « curiosités », « érudition », « commerce », « économie », « informations particulières de Madrid ». Avec la volonté de créer une « publication, sinon tout à fait cohérente et organisée, au moins pleine de vie », selon les mots de Thevin, le journal se montre sensible aux goûts de son public tout en cherchant à diffuser la culture espagnole et internationale ; la section consacrée à la correspondance y avait un rôle important, et Nipho ouvrit une section « Cartas de los lectores » (« courrier des lecteurs ») dans laquelle le public pouvait s'exprimer.
Il est difficile de savoir si cette publication était dirigée à un public particulier. Toutefois, et comme expliqué dans le chapitre Contexte, il est très probable que du fait de la faible alphabétisation des Espagnols de l'époque, elle fut dirigée à un public déjà cultivé ou de classe moyenne. Andrea Donofrio pense au contraire que « le lectorat était de base populaire et disposant de peu de ressources économiques », d'où les thèmes abordés évoqués plus haut.